# 栗豆藤
栗豆藤（学名：Agelaea trinervis）是牛栓藤科栗豆藤属的植物。分布于印度尼西亚、泰国、越南、老挝、马来西亚、柬埔寨、菲律宾以及中国大陆的海南等地，一般生长在疏林中，目前尚未由人工引种栽培。